# Шевчук Руслан Миколайович
Руслан Миколайович Шевчук — український військовослужбовець, полковник 58 ОМПБр Збройних сил України, учасник російсько-української війни. Лицар ордена Богдана Хмельницького II (2022) та III (2022) ступенів.
У жовтні 2022 року увійшов до списку 25 найвпливовіших українських військових від НВ.

## Життєпис
Зарекомендував себе успішним виконанням завдань під час багатонаціональних навчань Combained Resolve XII на базі центру JMRC «Гоенфельс» у Німеччині у 2019 році, коли механізована рота бригади отримала високі оцінки американських спостерігачів-інструкторів та зміцнила авторитет Збройних сил України серед армій країн-партнерів України.
Брав участь в організації та проведенні міжнародних навчань «Cossack Mace — 2021»[неавторитетне джерело] та «Швидкий тризуб» у 2021 році.[джерело?]
Служив заступником командира 93-ї окремої механізованої бригади «Холодний Яр», з 21 січня 2022 року — командир цієї ж бригади.
У 2023 році очолив 58-му окрему мотопіхотну бригаду.[неавторитетне джерело]
Як командир 58 мотопіхотної бригади увійшов до 100 лідерів України за версією видання Українська правда «Лідерство в умовах війни» в категорії «Захисники».

## Нагороди
- Орден Богдана Хмельницького II ступеня (20 червня 2022) — за особисту мужність і самовіддані дії, виявлені у захисті державного суверенітету та територіальної цілісності України, вірність військовій присязі.[6]
- Орден Богдана Хмельницького III ступеня (11 травня 2022) — за особисту мужність і самовіддані дії, виявлені у захисті державного суверенітету та територіальної цілісності України, вірність військовій присязі.[7]